# Dobrovodica
Dobrovodica (em cirílico: Доброводица) é uma vila da Sérvia localizada no município de Batočina, pertencente ao distrito de Šumadija, na região de Šumadija e Lepenica. A sua população era de 381 habitantes segundo o censo de 2011.

## Demografia
| 1948 | 1953 | 1961 | 1971 | 1981 | 1991 | 2002 | 2011 |
| ---- | ---- | ---- | ---- | ---- | ---- | ---- | ---- |
| 841  | 834  | 745  | 621  | 605  | 537  | 420  | 381  |